# Stosunki Serbii z Unią Europejską
Stosunki Serbii z Unią Europejską – Serbia oficjalnie przystąpiła do unijnego procesu stabilizacji i stowarzyszenia Bałkanów Zachodnich 23 grudnia 2009 roku, kiedy to serbski prezydent Boris Tadić złożył w Sztokholmie oficjalny wniosek o członkostwo w Unii Europejskiej. Integracja tego kraju z UE zacieśniła się, kiedy do władzy doszedł po wyborach prezydenckich w 2004 roku proeuropejski prezydent Tadić. Największymi przeszkodami w przystąpieniu Serbii do UE są: sprawa niepodległości Kosowa oraz rozliczenie przed Trybunałem w Hadze osób odpowiedzialnych za zbrodnie wojenne popełnione w czasie wojny w byłej Jugosławii. 17 grudnia 2013 komisarz ds. Rozszerzenia Štefan Füle podał, że negocjacje członkowskie z Serbią rozpoczną się 21 stycznia 2014.

## Historia integracji

Unia Europejska i Serbia

### Okres do 2000 roku
Już zalążek Unii Europejskiej – Europejska Wspólnota Gospodarcza był politycznie i gospodarczo zaangażowany na terenie Bałkanów Zachodnich. EWG w 1980 roku podpisała umowę o współpracy z Socjalistyczną Federalną Republiką Jugosławii, a w 1981 roku zaczęło w Belgradzie funkcjonować stałe przedstawicielstwo Komisji Europejskiej. Umowa o współpracy przestała obowiązywać wraz z rozpadem Jugosławii, nie oznaczało to jednak końca zaangażowania UE w regionie.
Kilka kolejnych lat nie przynosiło większych efektów w rozwoju relacji na płaszczyźnie UE-Serbia. Stosunki w tym okresie były dość chłodne. Kraj ten jednak chętnie korzystał z wysyłanej przez UE pomocy humanitarnej. Unia wspierała także środowiska i obszary pozostające w opozycji do reżimu Slobodana Miloševicia. W 1997 roku Unia Europejska przyjęła zasadę regionalnego podejścia do Bałkanów Zachodnich, stanowiącego ramy polityczne i ekonomiczne dla rozwoju stosunków bilateralnych.
Na podstawie rezolucji Organizacji Narodów Zjednoczonych z 1999 roku Serbia wskutek konfliktu z tego roku w Kosowie de facto straciła kontrolę nad tą południową prowincją. Unia Europejska stała się czwartym filarem sprawującym tymczasową kontrolę przy Misji Tymczasowej Administracji Organizacji Narodów Zjednoczonych w Kosowie (UNMIK).

### Okres 2000–2005
5 października 2000 roku w Serbii obalono autokratyczne rządy prezydenta Slobodana Miloševicia. Od tego czasu w kraju zaczęła rządzić Demokratyczna Opozycja Serbii. Nowe ugrupowanie za swój główny cel postawiło integrację z Unią Europejską. Na szczycie w Feira Rada UE stwierdziła, że wszystkie państwa Bałkanów Zachodnich mają perspektywę członkostwa.
Ponieważ znaczna część krajów UE była już wówczas gotowa uznać aspirujące do proklamowania niepodległości Kosowo, dla części serbskich polityków znacznie atrakcyjniejszym wyborem strategicznym był sojusz z Rosją, a nie ze Wspólnotą Europejską.
27 czerwca 2004 roku na prezydenta Serbii w drugiej turze wyborów wygrał zdecydowanie proeuropejski polityk Boris Tadić zdobywając 53% głosów. Tym wyborem według wielu komentatorów Serbia wybrała drogę do Unii Europejskiej, rezygnując z zacieśnienia współpracy z Rosją.

### Stowarzyszenie Serbii z UE
Serbia w 2005 roku rozpoczęła z Unią Europejską negocjacje o stowarzyszeniu a 29 kwietnia 2008 roku podpisano porozumienie w tej sprawie. Decyzja ta została podjęta na dwa tygodnie przed wyborami parlamentarnymi w tym kraju. Podpisanie umowy było możliwe po zmianie stanowiska Belgii i Holandii, które dotychczas były przeciwnikami tejże umowy. Uzależniały one bowiem podpisanie umowy od zaangażowania Belgradu w pełną współpracę z haskim trybunałem ds. zbrodni wojennych w byłej Jugosławii. UE osiągnęła jednak w tej materii kompromis – dalsze decyzje co do przyszłości Serbii UE będzie podejmowała jednomyślnie na podstawie własnych obserwacji czy kraj ten rzeczywiście z haskim trybunałem współpracuje.

### Status kraju kandydującego
1 marca 2012 roku Rada Europejska zdecydowała o przyznaniu Serbii statusu kraju kandydującego do Unii Europejskiej. 17 grudnia 2013 komisarz ds. Rozszerzenia Štefan Füle podał, że negocjacje członkowskie z Serbią rozpoczną się 21 stycznia 2014.

## Przeszkody w przystąpieniu Serbii do UE
Serbia spotyka się z licznymi trudnościami na drodze do integracji z Unią Europejską. Najpoważniejszymi przeszkodami jest nieuregulowana sprawa Kosowa i pogorszenie stosunków dyplomatycznych z krajami, które uznały jego niepodległość oraz niedostateczna współpraca z trybunałem w Hadze.

### Kosowo
Kosowo 17 lutego 2008 roku proklamowało niepodległość i de facto potwierdziło istniejącą już od dawna pełną niezależność od Belgradu. Krok ten spotkał się ze zdecydowanym sprzeciwem ze strony Serbii. 22 spośród 27 unijnych państw członkowskich uznało Kosowo jako niepodległe państwo. Rumunia, Hiszpania i Cypr nie uznały jego suwerenności a Słowacja i Grecja nie ustosunkowały się dotąd w tej sprawie.
23 lipca 2010 roku Międzynarodowy Trybunał Sprawiedliwości w Hadze niejednogłośnie uznał, że proklamowanie przez Kosowo niepodległości nie jest sprzeczne z międzynarodową literą prawa. Jak napisano w uzasadnieniu orzeczenia MTS prawo międzynarodowe nie zawiera zakazu ogłoszenia deklaracji niepodległości. Dziesięciu sędziów Trybunału było za przyjęciem takiego werdyktu, czterech było przeciwko. Zagraniczni komentatorzy stwierdzili, że decyzja haskiego Trybunału Sprawiedliwości jest wielką porażką Serbii.
4 dni po tym wydarzeniu, 27 lipca 2010 roku w Serbii zwołano nadzwyczajne posiedzenie parlamentu. Uchwalono na nim rezolucję w której napisano, że Serbia nigdy nie uzna niepodległości Kosowa. Spośród 250 deputowanych 192 głosowało za przyjęciem rezolucji w takim kształcie, 26 było przeciw a 2 się wstrzymało. Serbski prezydent Boris Tadić stwierdził, że decyzja MTS jest trudna i Belgrad będzie zabiegał o rezolucję ONZ, która zobowiązywałaby obie strony do rozpoczęcia dialogu.
22 października 2010 roku Kosowo zadeklarowało gotowość podjęcia rozmów z Serbią pod auspicjami UE. Rozmowy między Belgradem a Prisztiną rozpoczęły się 8 marca 2011 roku w Brukseli. Jak zadeklarowała jeszcze przed rozpoczęciem spotkania szefowa unijnej dyplomacji Catherine Ashton rozmowy będą okazją do zbliżenia Belgradu i Prisztiny do Unii Europejskiej.
Sprawa Kosowa jest poważną przeszkodą na drodze Serbii do UE. Unia Europejska wielokrotnie dawała do zrozumienia, że nie jest gotowa przyjąć Serbii do swych szeregów, o ile ta nie ułoży sobie stosunków z Kosowem.

### Trybunał w Hadze

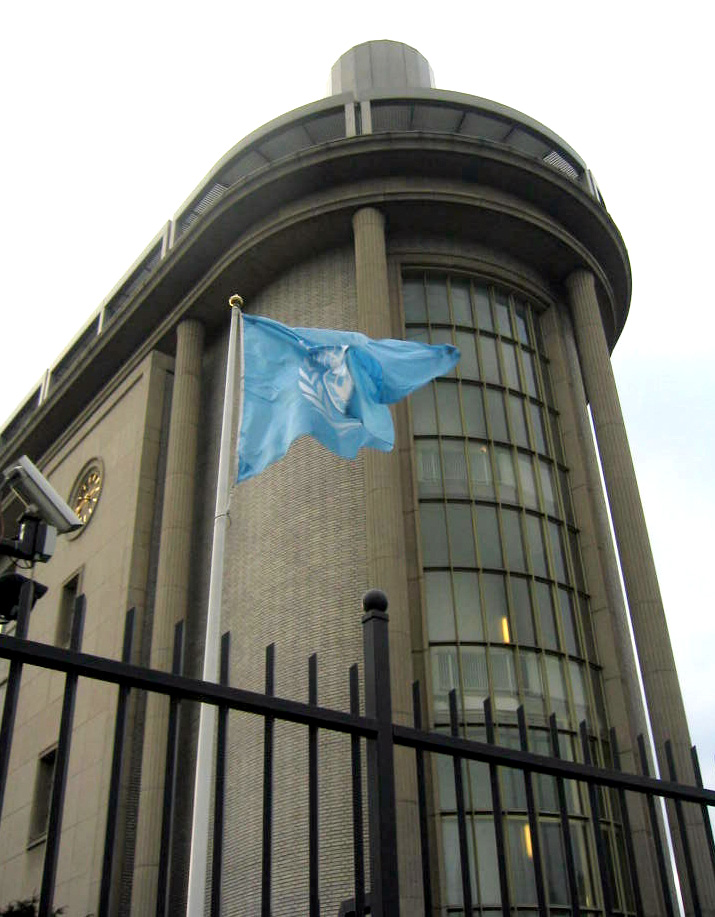
Międzynarodowy Trybunał Karny dla byłej Jugosławii w Hadze

Sprawa wydania i osądzenia osób odpowiedzialnych za zbrodnie wojenne w byłej Jugosławii jest jednym z warunków przystąpienia Serbii do UE. Szef Komisji Europejskiej José Manuel Barroso powiedział wprost, że Serbia wejdzie do UE jeżeli wyda zbrodniarzy wojennych. Spośród krajów członkowskich UE to Holandia sprzeciwiała się przyjęciu wniosku akcesyjnego w październiku 2010 roku ze względu na nienależytą współpracę Serbii z trybunałem w Hadze, w związku z brakiem sukcesów w ściganiu osób oskarżonych o zbrodnie wojenne oraz konfrontacyjną polityką wobec Kosowa.
Po tym, jak w 2000 roku obalono autokratyczne rządy Slobodana Miloševicia 1 kwietnia 2001 został aresztowany w Belgradzie przez serbską policję pod zarzutem nadużycia władzy i korupcji, a następnie 29 czerwca 2001 roku przekazany przed Międzynarodowy Trybunał Karny dla byłej Jugosławii w Hadze, który oskarżył go o wywołanie konfliktów wojennych w Kosowie, Chorwacji i Bośni. Łącznie postawiono mu 66 zarzutów. 11 marca 2006 zmarł w haskim więzieniu. Oficjalną przyczyną jego śmierci podaną przez lekarzy był atak serca, choć jego zwolennicy powołując się na wykrycie szkodliwych substancji w jego organizmie (o których Milošević informował już wcześniej), uważają, że było to otrucie. Wraz z jego śmiercią, trybunał w Hadze mimo pięcioletniego procesu nie zdołał wydać jakiegokolwiek wyroku.
Już tydzień po tych słowach Belgrad zaczął spełniać ten warunek. 26 maja 2011 roku serbska policja aresztowała Ratka Mladicia, a już pięć dni później został poddany ekstradycji z Serbii do Hagi. Zbrodniarz ukrywał się pod zmienionym nazwiskiem w miejscowości Lazarevo niedaleko miasta Zrenjanin.
Niespełna dwa miesiące po aresztowaniu Mladicia 20 lipca 2011 roku serbska policja zatrzymała kolejnego zbrodniarza wojennego – Gorana Hadžicia. Po tych zatrzymaniach szef Komisji Europejskiej Jose Manuel Barosso, przewodniczący Rady Europejskiej Herman Van Rompuy i szefowej unijnej dyplomacji Catherine Ashton we wspólnym oświadczeniu napisali, że Unia Europejska z zadowoleniem przyjmuje aresztowanie Gorana Hadżicia przez serbskie władze.
Część komentatorów uważa, że zatrzymanie najpierw Mladicia, a potem Hadžicia otworzyło Serbii drogę do europejskiej wspólnoty.

### Problemy wewnętrzne
Przeciwnicy przystąpienia Serbii do Unii Europejskiej oprócz nieuregulowanego statusu prawnego Kosowa i skomplikowanej współpracy z trybunałem w Hadze równie mocno podkreślają trudną sytuację gospodarczą kraju.
W Serbii duży problem stanowi biurokracja i korupcja. Te dwa procedery skutecznie hamują rozwój gospodarki kraju. Inflacja w Serbii wynosi aż 10,3% rok do roku przy 1,4% w Unii Europejskiej w takim samym okresie. Podobna przepaść jest we wskaźnikach bezrobocia – w Serbii wynosi ono 20%, przy 9,6% w UE.

## Argumenty za i przeciw
Sprawa przystąpienia Serbii do Unii Europejskiej wzbudzała zarówno wśród publicystów, jak i samych polityków wiele kontrowersji. Jest wiele argumentów zarówno za, jak i przeciw serbskiej integracji z UE.

### Argumenty zwolenników
| Teza                                                                         | Wyjaśnienie |
| ---------------------------------------------------------------------------- | --- |
| Nawiązanie współpracy z haskim trybunałem ds. byłej Jugosławii               | Serbia najintensywniejszą współpracę z haskim trybunałem rozpoczęła w maju 2011 roku. Wcześniejsza współpraca również była zauważalna, lecz nie tak intensywna. Według wielu europejskich polityków zatrzymanie m.in. Ratka Mladicia czy Gorana Hadžicia i przekazanie ich haskiemu trybunałowi zdecydowanie zbliżyło Serbię do UE. |
| Stabilizacja regionu                                                         | Zwolennicy przystąpienia Serbii do Unii Europejskiej twierdzą, że poprawi to sytuację i ustabilizuje konflikty wewnętrzne Bałkanów Zachodnich. |
| Członkostwo w Radzie Europy, ONZ, OBWE i CEFTA                               | Serbia jest członkiem tych organizacji. Zwolennicy przystąpienia do UE twierdzą, że i w Unii Europejskiej Serbia sprawdziłaby się. |
| Nawiązanie współpracy z NATO                                                 | Serbia jest potencjalnym kandydatem do członkostwa w NATO. |
| Utożsamianie się z kulturą europejską i położenie na kontynencie europejskim | Serbia położona jest w Europie. |

### Argumenty przeciwników
| Teza                                                                                        | Wyjaśnienie |
| ------------------------------------------------------------------------------------------- | --- |
| Pogorszenie stosunków dyplomatycznych z krajami, które uznały Kosowo za niepodległe państwo | Spośród 27 państw wspólnoty europejskiej aż 22 uznało niepodległość Kosowa. Spotkało się to ze zdecydowanym sprzeciwem Belgradu.                                                                               |
| Brak członkostwa w WTO                                                                      | Serbia nie jest członkiem Światowej Organizacji Handlu. |
| Słaba gospodarka i ubóstwo w południowej części Prowincji Autonomicznej Kosowo i Metochia   | Przeciwnicy wstąpienia Serbii do UE twierdzą, że ich słaba gospodarka nie wytrzymałaby swobodnego przepływu towarów i usług wewnątrz wspólnoty i jeszcze bardziej pogorszyłaby się sytuacja ekonomiczna kraju. |
| Biurokracja i korupcja                                                                      | Przeciwnicy przystąpienia Serbii do Unii Europejskiej uważają, że kraj ten powinien najpierw opanować korupcję i dużą biurokrację tam panującą.                                                                |
| autorytaryzm i łamanie zasad demokracji                                                     | Prezydent serbii Aleksandar Vučić jest oskarżony o autorytaryzm i łamanie zasad demokracji w tym atakowanie wolnych mediów czy fałszerstwa wyborcze w wyborach w 2017.                                         |

## Stanowiska największych partii politycznych

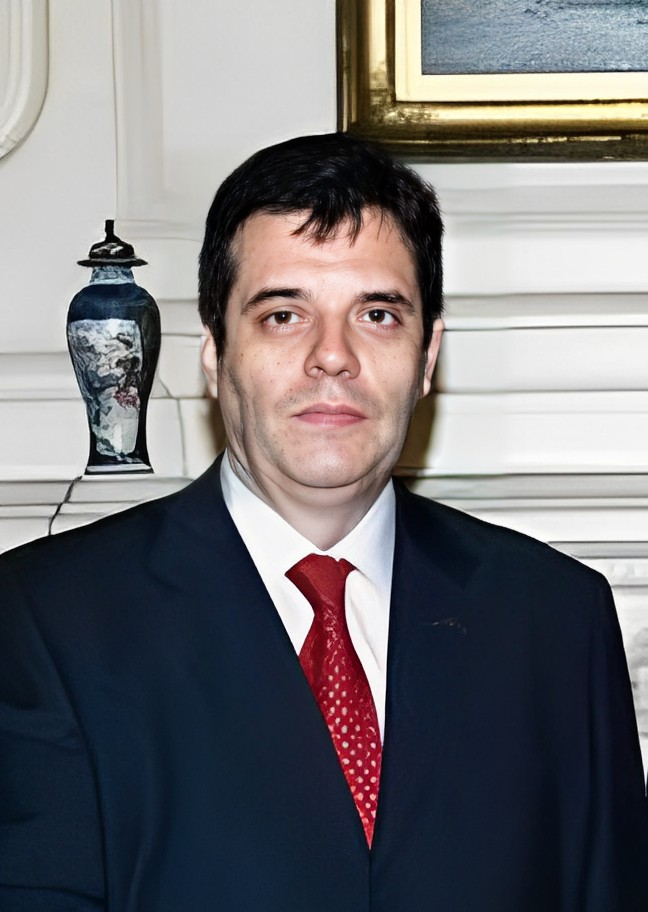
Vojislav Koštunica – były premier Serbii, przywódca Demokratycznej Partii Serbii

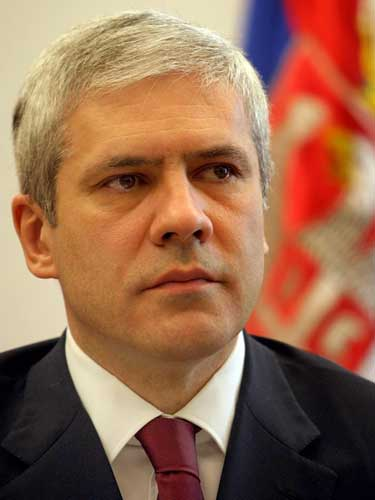
Boris Tadić – prezydent Serbii, przewodniczący Partii Demokratycznej

Serbska scena polityka była i jest nadal dość podzielona w kwestii integracji z UE. Część polityków widziała w tym szansę na lepszą przyszłość, część jest zdania, że lepiej zacieśnić współpracę z Rosją.
- Demokratyczna Partia Serbii – jej przywódcą jest były premier Vojislav Koštunica. Rząd z nim na czele oficjalnie opowiadał się za integracją z UE, ale sprzeciwiał się wypełnieniu stawianym przez Brukselę warunków[2]. Uważa on, że Serbia nie może być w organizacji, której większość państw członkowskich uznało niepodległość Kosowa. Po samym fakcie ogłoszenia przez Kosowo 8 marca 2008 roku niepodległości podał się do dymisji, argumentując ją różnicami poglądów w koalicji rządowej. Kryzys rządowy doprowadził do rozwiązania parlamentu i rozpisania przedterminowych wyborów, które przeprowadzono 11 maja 2008. To za jego rządów współpraca z trybunałem w Hadze została zahamowana, a w polityce zagranicznej zdecydowanie jego rząd preferował sojusz z Moskwą i dystansowanie się od UE i USA[21][2].
- Partia Demokratyczna – szefem ugrupowania jest wybrany w 2008 roku na prezydenta Boris Tadić. Partia, podobnie jak jej przewodniczący, jest za przystąpieniem kraju do UE. W wyborach w 2008 roku zwyciężyła nie zdobywając jednak większości potrzebnej do samodzielnego rządzenia. W czasie wyborów parlamentarnych w 2008 roku należała do proeuropejskiej koalicji For a European Serbia (Za europejską Serbię) na czele której stał przewodniczący tej partii Boris Tadić[2].
- G17 Plus – podobnie jak jej wyżej wymieniony koalicjant, również raczej proeuropejskie ugrupowanie na czele którego stoi obecny wicepremier i minister gospodarki i polityki regionalnej oraz były minister finansów Mlađan Dinkić.
- Serbska Partia Radykalna – liderem tego ugrupowania jest Vojislav Šešelj – oskarżony przez trybunał dla byłej Jugosławii o zbrodnie wojenne, przebywa w areszcie w Hadze. Sama partia określa siebie jako nacjonalistyczną. W Serbii jest dość popularna, w wyborach w 2008 roku zdobyła drugie miejsce uzyskując 30,1% głosów. Nie zgadza się na przystąpienie kraju do UE.

## Stanowiska wybranych państw europejskich
Państwa Unii Europejskiej zasadniczo zgadzają się na przystąpienie Serbii do tej organizacji. Wyjątkiem jest Holandia, która jest niechętna.
Państwa wspierające:
- Grecja – kraj ten wspiera integrację Serbii z Unią Europejską. Już we wrześniu 2008 roku Grecja postulowała Jak najszybszą implementację Porozumienia o Stabilizacji i Stowarzyszeniu (SAA), które Belgrad i Bruksela podpisały w tym roku[22][23].
- Wielka Brytania – jak powiedział minister spraw zagranicznych tego kraju David Miliband podczas wizyty w Belgradzie 5 listopada 2008 roku Wielka Brytania popiera integrację europejską Serbii, ale także niepodległość Kosowa, gdyż chce stabilizacji w regionie Bałkanów Zachodnich[24].
- Polska – już podczas dwudniowej wizyty prezydenta Borisa Tadicia 11 i 12 listopada 2008 roku w Polsce prezydent Lech Kaczyński zapewnił, że Polska popiera europejskie aspiracje Belgradu. Również w maju 2011 roku premier Donald Tusk zapowiedział, że polska prezydencja będzie wspierała dążenie Serbii do UE[25][26].
- Węgry – podczas wizyty premiera Węgier Ferenca Gyurcsánya 21 listopada 2008 roku w Belgradzie, powiedział, że Budapeszt pomoże Serbom w szybszej integracji z UE, a uznanie przez węgierski rząd niepodległości Kosowa nie zakłóci dobrosąsiedzkich relacji obydwu krajów[27].
- Hiszpania – premier José Luis Rodríguez Zapatero powiedział 9 marca 2009 roku, że popiera ambicje Serbii do członkostwa w Unii Europejskiej. Przypomniał też, że Hiszpania nie uznaje niepodległości Kosowa[28].

Spośród krajów Unii Europejskiej najbardziej niechętnym członkostwu Serbii w UE jest Holandia. Kraj ten wyraził sprzeciw wobec implementacji części handlowej umowy stowarzyszeniowej podpisanej w kwietniu 2008 roku.

## Społeczne poparcie integracji wśród Serbów
Według przeprowadzonego przez Gullop Balkan Monitor w 2009 roku sondażu społeczne poparcie integracji Serbii z Unią Europejską wśród samych Serbów sukcesywnie maleje. Za przystąpienie swego kraju do UE jako dobre i potrzebne w 2009 roku uznało 50% respondentów. Dokładnie takiej odpowiedzi rok wcześniej udzieliło 58% ankietowanych, a w 2006 roku – 61%. Liczba ta spadła więc w ciągu trzech lat o 11 punktów procentowych.
Jednocześnie w przypadku ewentualnego referendum sukcesyjnego aż 69% osób biorących udział w sondażu stwierdziło, że zagłosowałoby za przystąpieniem swego kraju do Unii Europejskiej – zatem znacznie więcej niż osób nastawionych pozytywnie do akcesji.
Po ewentualnym wstąpieniu Serbii do UE 71% Serbów spodziewa się wzrostu gospodarczego, a 75% wzrostu konkurencji dla krajowych przedsiębiorstw. Jednocześnie 93% Serbów spodziewa się ułatwień w podróżowaniu.

## Porównanie podstawowych informacji i wskaźników gospodarczych
|                 | Powierzchnia [tys. km²] | Ludność [mln] | Gęstość zaludnienia [os/km²] | Roczna zmiana PKB [w %] | Inflacja [rdr w %] | Bezrobocie [w %] |
| --------------- | ----------------------- | ------------- | ---------------------------- | ----------------------- | ------------------ | ---------------- |
| Unia Europejska | 4 000                   | 495           | 123,75                       | 2,8                     | 1,4                | 9,6              |
| Serbia          | 77,47                   | 7,33          | 94,61                        | 1,7                     | 10,3               | 20               |

Źródła.